# 陈墀
陳墀（1510年—？），字宣甫，浙江紹興府餘姚縣人，民籍，明朝政治人物。

## 生平
嘉靖十九年（1540年）庚子科應天府鄉試第一百一名舉人。嘉靖二十年（1541年）中式辛丑科會試第一百七十四名，登第三甲第一百六十四名進士。嘉靖二十九年(1550年)接替范来贤任延平府知府一职，嘉靖三十年(1551年)由沈鎜接任。

## 家族
曾祖陳雷，封府同知 贈中大夫布政使司左參政；祖父陳廷敬，州判官 累贈中大夫布政使司左參政；父陳煥，布政使司右布政使。母胡氏（封淑人）。具庆下。從兄陳塏，湖廣布政司右參議。弟陳陞，同科进士。